# ダニエル・リンス
ダニエル・ロドリゲス・リンス（Danielle Rodrigues Lins、1985年1月5日 - ）は、ブラジルの女子バレーボール選手。ブラジル代表。ダニ・リンス（Dani Lins）として知られている。

## 来歴
ペルナンブーコ州レシフェ出身。2003年から2005年までオザスコに所属し、2005/06シーズンにはPinheiros/Blue Lifeに移籍、更に2006年にはユニリーバに移籍した。

### ブラジル代表
2003年にパンアメリカン競技大会および女子パンアメリカンバレーボール杯で4位入賞に貢献した。代表監督のジョゼ・ギマラエスは、2009年8月1日にフォフォンに代わり、リンスを主将とした。同年のワールドグランプリでは優勝を果たした。
2011年のメキシコで開催されたパンアメリカン競技大会でキューバに3-2で勝利し優勝、自らもベストセッター賞を獲得した。
2012年8月のロンドンオリンピックでは、チーム2連覇に貢献した。2014年8月のワールドグランプリでは2連覇に貢献し、ベストセッター賞を受賞した。
2016年、リオ五輪に出場した。その後は代表から離れていたが、2018年の世界選手権で代表復帰した。

## 球歴
- オリンピック - 2012年、2016年
- 世界選手権 - 2010年、2014年、2018年
- ワールドカップ - 2011年
- ワールドグランプリ - 2009年、2010年、2011年、2012年、2013年、2014年、2015年、2016年
- グラチャン - 2009年、2013年

## 受賞歴
- 2009年 - 南米選手権 ベストセッター
- 2011年 - ワールドグランプリ ベストセッター
- 2011年 - パンアメリカン競技大会 ベストセッター
- 2013年 - モントルーバレーマスターズ ベストセッター
- 2014年 - ワールドグランプリ ベストセッター[8]

## 所属チーム
- オザスコ（2000-2005年）
- Pinheiros（2005-2006年）
- Unilever Vôlei（2006-2011年）
- Sesi-SP（2011-2014年）
- オザスコ（2014-2017年）
- Vôlei Hinode Barueri（2018-2019年）
- アソシアソン・ヴォレイ・バウル（2019年-）